# La familia Ness
La familia Ness (en inglés: The Family-Ness) es una serie de dibujos animados producidos en Gran Bretaña en 1983, emitiéndose por primera vez en BBC One, desde el 5 de octubre de 1984 hasta el 29 de marzo de 1985 y fue creada por Peter Maddocks, de Maddocks Cartoon Productions, quien también produjo Penny Crayon y Jimbo y el Jet Set. 
Esta serie se centraba en las aventuras de una familia de monstruos del Lago Ness y la familia MacTout, particularmente los hermanos Angus y Elspeth. La serie siguió con una gran colección de merchandising incluyendo anuales, libros de cuentos, modelos de personajes e incluso un sencillo, "You'll Never Find a Nessie in the Zoo", escrito por Roger y Gavin Greenaway. 
A pesar de no tener éxito en su país de origen, su versión doblada al español ha tenido un gran auge durante la década de los 90, sobre todo en Perú.

## Personajes

### Humanos
- Sr. MacTout: Aparentemente el padre soltero de Angus y Elspeth (su madre nunca es vista o mencionada). Un escocés estereotipado. Tiene el cabello rojo con una espesa barba, un Tam o 'Shanter en la cabeza, un kilt escocés con las medias que lo acompañan y toca la gaita . Él es el guardián del lago, pero nunca ve un Monstruo de Loch Ness, y cuando alguien menciona haber visto uno, dice que es "tonterías y tonterías". También felizmente cree que es "el viento en los árboles" cada vez que oye un silbido de cardo e incluso en un episodio le dice a otro personaje que oye este sonido todos los días.
- Angus MacTout: Aparentemente mayor que su hermana, Angus es aventurero, inteligente y rápido, y generalmente logra sacar a su padre o a uno o varios de los Nessies cuando lo necesita, aunque a veces subestima la iniciativa de su hermana, que a menudo lo ayuda.
- Elspeth MacTout: Una joven amigable que ayuda a su hermano en la mayoría de sus aventuras.
- Sargento MacFuzz: La persona que se acerca con mayor frecuencia cuando se ve un Monstruo de Loch Ness. Sin embargo, rara vez lo cree, en el primer episodio porque era el Día de los inocentes , en otra ocasión porque se informó que un monstruo era esquí acuático (que de hecho era la verdad) y otras veces simplemente porque llega demasiado tarde para ver algo él mismo. Él tiene un hijo como un matón, Willie MacFuzz, que también vio una vez un Monstruo de Loch Ness, pero él tampoco le creyó.
- Sra. McToffee: El guardián de la tienda local de dulces que, sin embargo, tiene cuidado de no vender demasiados dulces a los compradores jóvenes en caso de que se arruinen los dientes.
- Alcalde y Alcaldesa: Posiblemente el menos inteligente de todos los personajes aquí, humanos o no humanos. Obsesionados con su propia importancia y el amor que sienten el uno por el otro, son ajenos a los Nessies, incluso cuando uno de ellos está realmente en frente de ellos, participando en una competencia parecida al monstruo de Loch Ness. Una parte de la ignorancia de los guionistas ya que no hay alcaldes en Escocia.
- Profesor Dumkopf: Un científico ligeramente loco y piloto de globo de aire caliente con un acento alemán que está decidido a probar la existencia del Monstruo de Loch Ness. A menudo lo ve, pero siempre se frustra al demostrarlo a otra persona, ya sea por los niños MacTout o por los mismos Nessies (o ambos). Ha intentado todos los métodos extraños imaginables para tener éxito en su objetivo al bajar una cámara telescópica en el lago para atrapar al monstruo en la película (pero terminó teniendo el telescopio torcido por los Nessies de modo que todo lo que disparó fue una gaviota en el aire) para sorbete de bombeo en el lago para tratar de sacar a un monstruo en una burbuja (pero terminó cayendo en su máquina y siendo llevado en uno mismo). El nombre Dumkopf significa "cabeza estúpida" en alemán . El nombre fue luego utilizado en un episodio de Inspector Gadget para un personaje no relacionado que también era, casualmente , un científico loco .

### Nessies
La mayoría de los Nessies llevan el nombre de su rasgo principal, como los Pitufos y los enanos de Blancanieves y los siete enanitos de Disney. Con una excepción, los Nessies tienen poco parecido con la apariencia estereotípica de plesiosaurio/serpiente; la mayoría de ellos aparecen como dinosaurios amarillos muy gordos con narices bulbosas.
- Feroz Nessie : El primer Monstruo del lago Ness en interactuar con los niños MacTout, y el más frecuente en aparecer en la serie. Es grande, de color verde, le gusta asustar turistas y transeúntes. Puede cambiar de color para integrarse con su fondo cuando está en tierra (solo se ve en un episodio) y puede, cuando esto sucede, quedarse atrapado en el color que elija, pero puede verse obligado a cambiar de nuevo si se enfrenta con algo más atemorizante que él, bichos espeluznantes siendo su mayor miedo. Una vez, cortesía del Alcalde y la alcaldesa, quedó tercero en una competencia similar al Monstruo del LagoNess, para su enojo.
- Su Alteza: La Reina de los Nessies, originalmente hizo la regla de que los humanos no deben tener tratos con los monstruos de Loch Ness, pero cuando vio cuán educados y serviciales eran los niños, los convirtió en la excepción a la regla, y les presentó silbidos de cardo secretos, para llamarlos cuando sea necesario. Se la vio respirar fuego en un solo episodio, que aprendió a hacer de "un primo en China " (presumiblemente un dragón), y en otra ocasión se guardó en un barco para visitar a ese primo. Ella tiene pocas similitudes físicas con los otros Nessies, teniendo la apariencia de un monstruo estereotípico de Loch Ness.
- Baby Ness: El Nessie más joven con un maniquí y un pañal. Él tiene un "diente dulce" es sorprendente para alguien que aún no ha comenzado la dentición, como se ha demostrado una vez cuando olvidadizo Ness lo perdió, lo que resulta en su meterse en la puerta trasera de la Sra McToffee' sweet shop s de robar caramelos, y en otra ocasión cuando tenía el sarampión y Angus y Elspeth le compraron un tarro entero de dulces pegajosos para animarlo.
- Cuidado Ness: Un Nessie excesivamente prudente.
- Clever Ness: El más inteligente de los Nessies, que tiene un buen par de gafas. Un poco viejo y pesado, pero si se le pide que ayude a los niños de MacTout de alguna manera, suele ser exitoso.
- Eager Ness: Un Nessie ligeramente hiperactivo que puede dejarse llevar, pero es útil si los niños quieren algo rápido.
- Ness olvidadizo: Un Nessie que lleva un lazo y que, cuando llama a los niños, a veces incluso olvida que fue él quien llamó. Después de haber perdido y luego haber recuperado a Baby Ness con la ayuda de Angus y Elspeth, recordó expresar su gratitud pero olvidó cuál era el nombre del bebé.
- Eyewit Ness: Monstruo con un parche en un ojo, que parece un pirata. Tiene una tendencia a colocar su telescopio sobre el ojo equivocado.
- Gruñón Ness: Un viejo Nessie gruñón que es el menos agradecido de escuchar y reaccionar ante los silbidos de cardo de Angus y Elspeth, y quizás por esa razón es uno de los menos vistos.
- Tristeza: Monstruo extremadamente deprimido; juega juegos de mesa contra sí mismo.
- Ness pesado: Monstruo fuerte, que usa trajes de circo "hombre fuerte". Se une a Mighty Ness para liberar a Silly Ness cuando se queda atascado.
- Bonita Ness: La única mujer Nessie aparte de su High Ness. Ella tiene cabello largo y rubio. Un amistoso Nessie, pero a menudo demasiado delicado para ayudar físicamente en muchas de las aventuras, y por lo tanto no se ve a menudo, aunque aparece durante los créditos del título.
- Mighty Ness: Otro monstruo fuerte vestido con ropa de Circus Strongman. A menudo visto con Heavy Ness. Pueden ser hermanos gemelos idénticos.
- Naughty Ness: Un problema causando monstruo.
- Lil Ness: Nessie naranja brillante, muy ruidoso e insoportable. A menudo es ridiculizado por otros Nessies por sus comentarios inapropiados.
- Torpe Ness: Dim monstruo que siempre se mete en problemas. A menudo se queda atascado en pequeños agujeros y cuevas y fue el primer Nessie que vieron los niños, aunque con la espalda levantada en el aire.
- Speedy Ness: Después de Eager Ness, generalmente el más rápido para la acción, se distingue por su casco rojo.
- Deportivo Ness : Aparece en los créditos de apertura, pero rara vez reacciona a los silbatos de cardo de los niños MacTout. Cuando aparece, tiende a presumir. Él se muestra con una camiseta a rayas rojas y blancas.
- Hambriento Ness : ¡Un Nessie que comerá cualquier cosa, incluso las campanas de buceo!

## Créditos
Escrito y creado porPeter Maddocks
VocesPeter Hawkins, Susan Sheridan
MúsicaRoger y Gavin Greenaway
Tema musical realizado porGavin Greenaway
AnimaciónThe Animation People
Director de fondosKevin Smith
DiseñoTed Pettengel y David Elvin
ProducciónPeter Maddocks, Nick Roberts, Gus Angus
Director de la serieJack Stokes
DoblajeMagMasters

## Lanzamientos
A mediados de 1985, se emitió el último episodio de The Family Ness. Luego, la cadena BBC lanzó un video con 14 episodios de la serie animada.
| Título del video VHS                                      | Año de lanzamiento   | Episodios |
| --------------------------------------------------------- | -------------------- | --- |
| The Family Ness: Monster Tales from Loch Ness (BBCV 4012) | 7 de octubre de 1985 | Elspeth and Angus Meet the Loch Ness Monster, Professor Dumkopf and his Underwater Telescope, Clumsy-Ness upsets Captain Standfast, Silly-Ness and the Bubble Machine, Professor Dumkopf and his Amazing Cannonball, Ferocious-Ness changes colour, Captain Standfast and the Stowaway, Baby-Ness gets the Measles, Ferocious-Ness and the Sound Machine, Hungry-Ness and the Diving Bell, Thirsty-Ness and the Part-Time Witch, Professor Dumkopf makes a Monster Film, The Maze of Urquhart Castle, You'll never find a Nessie in the Zoo. |

A mediados de la década de 1990, Hallmark y Carlton Home Entertainment lanzaron un video con los primeros 9 episodios de 1984.
| Título del video VHS                       | Año de lanzamiento | Episodios |
| ------------------------------------------ | ------------------ | --- |
| The Family Ness: As Seen On TV(3007340133) | 1994               | Elspeth and Angus Meet the Loch Ness Monster, Professor Dumpkopf's Underwater Telescope, Elspeth and Angus Buy a Puppy, Ferocious-Ness Changes His Colour, Ferocious-Ness and the Look-a-Like Contest, Clever-Ness Helps with the Homework, Speedy-Ness Saves the Day, Ferocious-Ness Loses His Roar and Baby-Ness Gets the Measles |

En 2002, Right Entertainment (distribuido a través de Universal Pictures (UK)) lanzó dos videos con ocho episodios en cada uno y luego en el verano de 2004 ambos fueron relanzados en dos lanzamientos de DVD.
| Título del video VHS/DVD                                                        | Año de lanzamiento (VHS) | Año de lanzamiento (DVD) | Episodios |
| ------------------------------------------------------------------------------- | ------------------------ | ------------------------ | --- |
| The Family Ness: Elspeth and Angus Meet the Loch Ness Monster and other stories | 23 de septiembre de 2002 | 2004 (8223994)           | Elspeth and Angus Meet the Loch Ness Monster, Elspeth and Angus Buy a Puppy, Speedy-Ness Saves the Day, Professor Dumpkopf's Underwater Telescope, Ferocious-Ness Loses His Roar, Clumsy-Ness Upsets Captain Standfast, Clever-Ness helps with the Homework, Silly-Ness and the Bubble Machine |
| The Family Ness: The Look-A-Like Contest and other stories                      | 16 de junio de 2003      | 2004 (8228102)           | The Look-A-Like Contest, Professor Dumkopf and his Amazing Cannonball, Baby-Ness and the Mayor's Statue, Ferocious-Ness Changes Colour, Captain and the Stowaway, Baby-Ness Gets the Measles, Ferocious-Ness and the Sound Machine, Clever-Ness and the Curling Championship                   |